# Boracita
La boracita és un mineral de la classe dels borats, que pertany i dona nom al grup de la boracita. Rep el seu nom en al·lusió a la seva composició química, contenint bor.

## Característiques
La boracita és un borat de fórmula química Mg₃(B₇O13)Cl. Cristal·litza en el sistema ortoròmbic. Es troba en forma de cristalls euèdrics, de fins a 2,5 cm, els quals mostren prominents {001}, {110} i {111}, i una dotzena d'altres formes de modificació. Es troba de forma esferulítica, fibrosa, en fins agregats granulars. La seva duresa a l'escala de Mohs es troba entre 7 i 7,5. És l'anàleg de magnesi de l'ericaïta i de la chambersita. És dimorfa ortoròmbica de la trembathita. Forma una sèrie de solució sòlida amb l'ericaïta, en la qual es produeix una substitució gradual del ferro (Fe2+) per magnesi.
Segons la classificació de Nickel-Strunz, la boracita pertany a «06.GA - Tectoheptaborats» juntament amb els següents minerals: chambersita, ericaïta, congolita, trembathita i korzhinskita.

## Formació i jaciments
Es troba en dipòsits evaporítics, generalment associada a altres minerals com el guix, l'anhidrita o l'halita. És un component poc freqüent de diapirs de sal i potassa sedimentàries d'origen marí. El bor probablement es deriva de l'activitat volcànica propera. Va ser descoberta a Lüneburger Kalkberg, Lüneburg (Baixa Saxònia, Alemanya).